# Streptococcus gallolyticus
El Streptococcus gallolyticus, anteriormente Streptococcus bovis, es un estreptococo que vive en los intestinos de muchos rumiantes; pero también es parte de la flora intestinal humana. Esta bacteria no causa problemas a no ser que haya algunos defectos de la salud de la persona para provocar un infección por este microorganismo. Se transmite al ser humano a partir de las heces, agua y alimentos de origen alimentario. Muchos de los individuos diagnosticados con infecciones sistémicas por S. gallolyticus tienen una concomitante lesión maligna del colon.

## Patogénesis
Esta bacteria suele ocasionar principalmente una septicemia que puede ser asociada con una endocarditis. Cuando entra en el torrente sanguíneo; suele ocasionar infecciones por diversas partes del cuerpo. Puede ocasionar meningitis y espondilodiscitis, acompañado de la endocarditis y de la septicemia. También puede ocasionar enfermedades nosocomiales; como una septicemia debido a una hemodiálisis.